# StudioClio
O StudioClio foi um instituto de arte e humanismo localizado na cidade de Porto Alegre, Rio Grande do Sul, Brasil, fundado por Francisco Marshall e inaugurado em 20 de setembro de 2005.
De caráter transdisciplinar na pesquisa, desenvolvimento e realização de atividades de arte, cultura e formação, o StudioClio atuou nas áreas de música (blues, jazz, MPB especial e erudito), gastronomia cultural (almoços, banquetes, atividades de enologia, cervejismo e saraus), artes visuais (exposições, cursos e atividades integradas), literatura (oficinas, saraus, publicações), ciências (cursos, oficinas e atividades transdisciplinares em mais de 20 disciplinas), fotografia e cinema (cursos e produções independentes) e na produção de livros, CDs e DVDs.
O StudioClio distinguiu-se pela originalidade e alta qualidade de suas realizações, merecedoras de vários prêmios e reconhecimento público. Ocupou posição central na vida cultural e social de Porto Alegre e do sul do Brasil, com impacto nacional e internacional. Localizado no bairro Cidade Baixa, em prédio histórico restaurado, antiga sede do Studio Del Mese do fotógrafo e viajante Flávio Del Mese, que apresentava o registro fotográfico e memória de suas viagens pelo mundo na década de 1980.
Devido a problemas de financiamento, o StudioClio encerrou suas atividades em 2022.

## Programas e projetos

### Memória Cultural Polonesa
Tinha uma programação de atividades diversas destacando a história, a cultura, a memória, a gastronomia, a arte, a literatura e a música polonesa no Brasil e no mundo. Em 2010 foi o principal espaço fora da Polônia a realizar atividades do Ano Chopin no Brasil.

## Realizações de setembro de 2005 a agosto de 2011
- 190	Concertos e shows.
- 63	Banquetes culturais (um por mês, mais reedições).
- 240	Almoços culturais.
- 223	Docentes e artistas convidados.
- 241	Cursos, seminários e oficinas.
- 98	Atividades de enologia e cervejismo.
- 14	Video-documentários, 3 livros, 2 DVDs e 1 CD.
- 114	Registros integrais de atividades (filme e áudio).
- 63	Exposições.